# Wohn- und Wirtschaftsgebäude Falkenberger Landstraße 89
Das Wohn- und Wirtschaftsgebäude Falkenberger Landstraße 89 in der niedersächsischen Gemeinde Lilienthal im Landkreis Osterholz stammt aus der Mitte des 19. Jahrhunderts.
Aktuell (2025) wird es zum Wohnen sowie als Praxis und Futterhaus (Tierfutterladen) genutzt.
Das Gebäude steht unter Denkmalschutz (siehe auch Liste der Baudenkmale in Lilienthal).

## Geschichte und Beschreibung
Lilienthal geht auf die Gründung des Klosters Lilienthal im 13. Jahrhundert zurück.
Das eingeschossige traufständige Gebäude als größeres Zweiständer-Hallenhaus in Fachwerk mit Steinausfachungen und mit reetgedecktem Krüppelwalmdach, Niedersachsengiebel mit Uhlenloch und Grooter Door mit Korbbogen wurde 1846 (Inschrift) gebaut. Das Haus hat einen Flettdielengrundriss (Flett=Küche).
Das Landesdenkmalamt befand u. a.: „… typisches Hallenhaus in Zweiständerkonstruktion …“